# 荘公蒯聵
荘公（そうこう、紀元前?年 - 紀元前478年）は、衛の第31代君主。諱は蒯聵（かいがい）。霊公の子で出公の父。その出公と親子同士で争った。孔門十哲の子路を殺した。

## 生涯
霊公の子として生まれ、太子となる。
霊公39年（前496年）秋、太子の蒯聵は霊公の夫人である南子と折り合いが悪く、南子を殺そうとした。蒯聵は朝礼の際、仲間の戯陽遫（ぎようそく）に殺させようとしたが、戯陽遫がためらうので蒯聵はしきりに目配せした。そうしているうちに南子に気づかれてしまい、このことが父の霊公に知らされ、蒯聵は宋に出奔した。
霊公42年（前493年）、蒯聵が宋についで晋の趙氏のもとにいたので、霊公は代わりに子の郢（えい）を太子にしようとしたが断られ、その4月に薨去してしまった。霊公夫人の南子はふたたび郢に太子になるよう頼んだが、やはり断られた。そこで郢は蒯聵の子である輒（ちょう）を勧めたため、輒が立って衛公（以降は出公と表記）となった。6月、晋の趙鞅（趙簡子）は蒯聵を衛に入れようとして彼を帰国させた。これを聞きつけた衛は出兵して蒯聵を迎え撃った。蒯聵は入国できず宿（せき）に入って立てこもった。
出公13年（前480年）秋、晋の趙鞅が軍を率いて衛を攻撃した。孔圉（孔文子）の没後、孔氏の侍童である渾良夫と孔圉の妻である伯姫（蒯聵の姉）が密通した。そこで伯姫は渾良夫を宿（せき）にいる蒯聵のもとへ遣わして紹介させた。蒯聵は2人の婚約を認めるとともに、自分を衛に戻すよう頼んだ。蒯聵と渾良夫は孔氏の邸に忍び込み、伯姫とともに蒯聵即位を迫った。この騒ぎを聞いた孔氏の家老の欒甯はすぐさま出公を連れて脱出した。その直前に食客の子路から「太子は何ゆえ孔悝（孔圉と伯姫のあいだの子で蒯聵の甥）を重用なされるのです。仮に彼が殺害されても、その代わりはいくらでもおりますぞ」と諫言したが、激怒した蒯聵は家臣の石乞と于黶に命じて、子路を誅殺した。こうして蒯聵は孔悝によって立てられ、衛君（以降は荘公と表記）となった。荘公元年（前479年）、荘公は亡命時代に自分を迎えてくれなかった大夫たちを怨んでいたため、即位するなり大臣たちをことごとく誅殺しようと考えた。しかし、群臣が乱を起こそうとしたので取りやめた。
荘公2年（前478年）、晋の趙鞅が衛に急を告げてきた。趙鞅には亡命時代の恩があったが、荘公は国内に乱があるからと断った。6月、晋の趙鞅が衛を包囲した。この時、斉の国観と陳瓘が衛を救ったので、晋軍は引き下がった。ある日、荘公は北宮で夢を見た。一人の男が昆吾の観に登って髮を振り乱し、北へ向かって大声で「この昆吾の墟に登れば、綿綿として生ずる瓜があり、余は渾良夫なるぞ。天に無実の罪を訴える者だ!」と叫んでいる。荘公はこの夢を自分で筮（ぜい）にかけ、胥弥赦に判断してもらったところ、「害はありません」と言われたので、荘公は彼に邑を与えてやった。しかし、その後胥弥赦は宋へ逃亡した。そこで荘公が改めて卜したところ、「荘公が逃げて殺される兆しである」とでた。10月、晋はふたたび衛を攻撃し、外城を突破し、今にも内城に入ろうとしていた。そこで晋の趙鞅は衛に勧告し、荘公を放逐させ、蒯聵の祖父の襄公の孫である公孫斑師を立てて帰還した。11月、荘公は鄄から衛に戻って来たので、斑師が衛を出ていった。以前、荘公は城に登ってあたりを一望し、戎州を見て「あれはなんだ」と質問したところ、「戎人の邑です」と答えが返ってきたので、荘公は「わが国は姫姓である。戎の邑があってよいものか!」とし、戎州を破壊したことがあった。また、荘公は工匠たちもこき使っていたので、11月に卿の石圃は荘公に怨みを抱いている者たちを集めて荘公を攻撃した。荘公は許しを乞うたが許されず、北の垣根を越えて逃げようとして股の骨を折った。ちょうどその時、戎州人がこれを見つけ攻めてきた。このとき太子疾と公子青が助けに来たが、2人とも戎州人に殺され、荘公は戎州の己氏の家に逃げ込んだ。しかし、以前その己氏にも怨みを買っていたことから、荘公は己氏によって殺された。これによって衛の国人は公孫斑師を呼び戻して復位させた。

## 子
- 出公（輒）
- 太子疾
- 公子青

## 参考資料
- 『春秋左氏伝』（哀公十七年）
- 司馬遷『史記』（衛康叔世家第七）